# Buanes
Buanes är en kommun i departementet Landes i regionen Nouvelle-Aquitaine i sydvästra Frankrike. Kommunen ligger i kantonen Aire-sur-l'Adour som tillhör arrondissementet Mont-de-Marsan. År 2022 hade Buanes 240 invånare.

## Befolkningsutveckling
Antalet invånare i kommunen Buanes
Referens:INSEE